# Barania Góra
Barania Góra (in slesiano Barańo Gůra, in tedesco Widderberg) è una montagna del sud della Polonia. Con un'altezza di 1.220 metri s.l.m., rappresenta la seconda cima montuosa dei Beschidi Slesiani, oltre che la maggiore cima della parte polacca dell'Alta Slesia. È una popolare destinazione turistica, che offre molte viste spettacolari sulle cime e sulle valli confinanti.
La sorgente della Vistola, il più lungo fiume della Polonia, si trova sulla costa occidentale del monte Barania Góra.